# قرار الجمعية العامة للأمم المتحدة 66/225

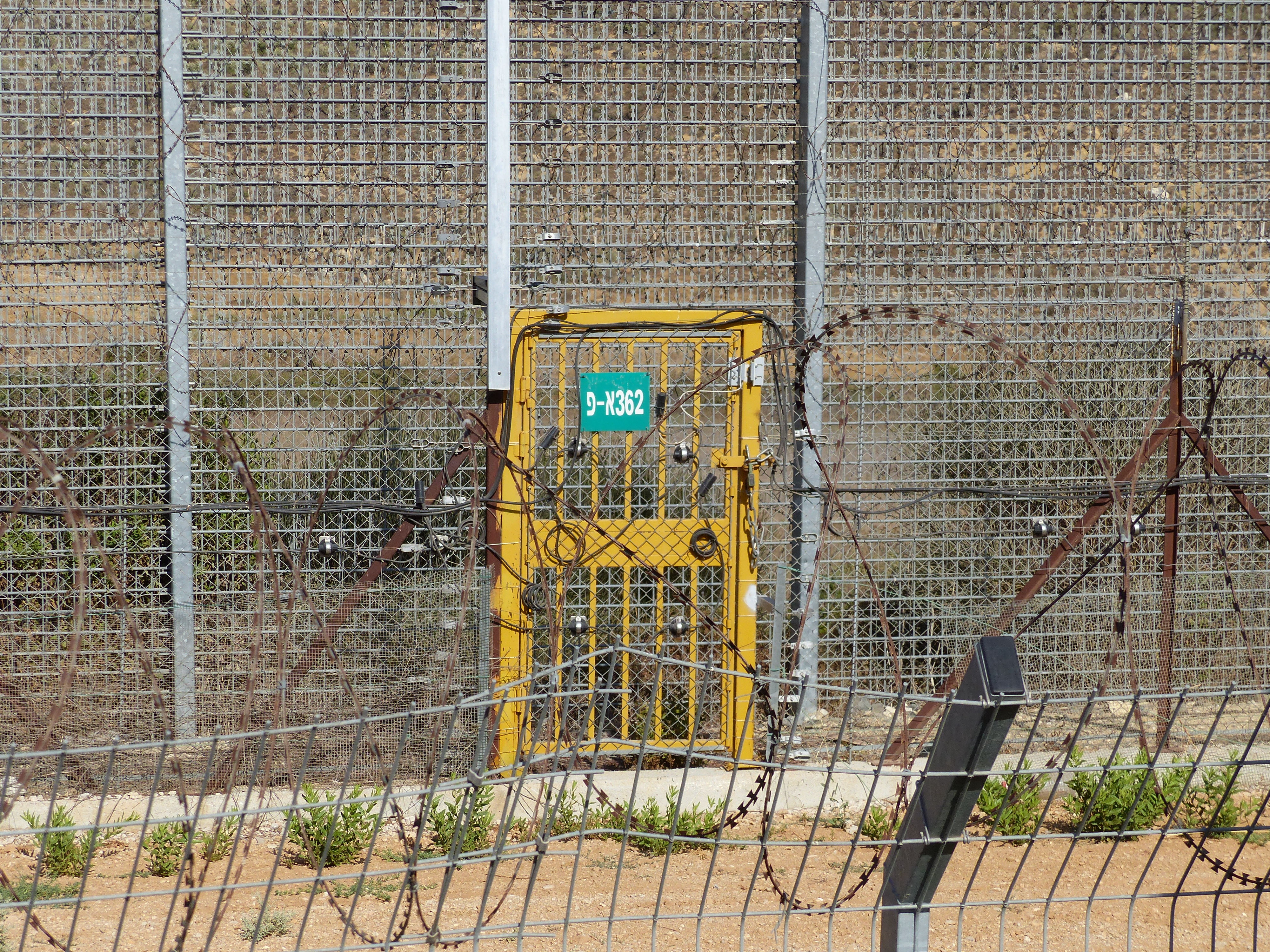
سياج الحدود السورية

قرار الجمعية العامة للأمم المتحدة 66/225 المؤرخ 22 ديسمبر 2011 هو قرار أكدت فيه الجمعية العامة للأمم المتحدة من جديد حق الشعب الفلسطيني وسكان مرتفعات الجولان المحتلة في مواردهم الطبيعية، وطالبت إسرائيل بالكف عن استغلال تلك الموارد الطبيعية أو الإضرار بها أو التسبب في فقدانها أو استنفادها، وتعترف بحق الشعب الفلسطيني في المطالبة باسترداد ممتلكاته بسبب انتهاك إسرائيل لحقوقه.
وشددت الجمعية العامة على أن الجدار والمستوطنات التي تقيمها إسرائيل في الأرض الفلسطينية المحتلة، بما فيها القدس الشرقية، منافية للقانون الدولي، وفقا لما خلصت إليه محكمة العدل الدولية في عام 2004 وغيرها من قرارات الأمم المتحدة ذات الصلة بإسرائيل.
وأهابت الجمعية العامة أيضا بإسرائيل أن تتقيد تقيدا صارما بالتزاماتها بموجب القانون الدولي وأن توقف جميع الأعمال التي تضر بالبيئة، بما في ذلك إلقاء جميع أنواع النفايات، التي تهدد بشكل خطير مواردها الطبيعية، وهي موارد المياه والأراضي، والتي تشكل خطرا على المرافق الصحية والبيئة والصحة بالنسبة للسكان المدنيين. وعلاوة على ذلك، دعت الجمعية العامة إسرائيل إلى الكف عن تدمير الهياكل الأساسية الحيوية، بما فيها أنابيب الإمداد بالمياه وشبكات الصرف الصحي، وهو ما تترتب عليه جملة أمور منها الأثر السلبي على الموارد الطبيعية للشعب الفلسطيني.
والقرار بعنوان 66/225. السيادة الدائمة للشعب الفلسطيني في الأرض الفلسطينية المحتلة، بما فيها القدس الشرقية، وللسكان العرب في الجولان السوري المحتل على مواردهم الطبيعية".

## نص القرار
إن الجمعية العامة،
إذ تشير إلى قرارها 65/179 المؤرخ 20 ديسمبر 2010، وإذ تحيط علما بقرار المجلس الاقتصادي والاجتماعي 2011/41 المؤرخ 28 يوليو 2011،
وإذ تشير أيضا إلى قراريها 58/292 المؤرخ 6 مايو 2004 و 59/251 المؤرخ 22 ديسمبر 2004،
وإذ تعيد تأكيد مبدأ السيادة الدائمة للشعوب الواقعة تحت الاحتلال الأجنبي على مواردها الطبيعية،
إذ يسترشد بمبادئ ميثاق الأمم المتحدة، ويؤكد عدم جواز الاستيلاء على الأراضي بالقوة، وإذ يشير إلى قرارات مجلس الأمن ذات الصلة، بما فيها القرارات 242 (1967) المؤرخ 22 نوفمبر 1967، و 465 (1980) المؤرخ 1 مارس 1980، و 497 (1981) المؤرخ 17 ديسمبر 1981،
وإذ تشير إلى قرارها 2625 (د-25) المؤرخ 24 أكتوبر 1970،
وإذ تعيد تأكيد انطباق اتفاقية جنيف المتعلقة بحماية المدنيين وقت الحرب، المؤرخة 12 أغسطس 1949 ()، على الأرض الفلسطينية المحتلة، بما فيها القدس الشرقية، وعلى الأراضي العربية الأخرى التي تحتلها إسرائيل منذ عام 1967،
وإذ يشير في هذا الصدد إلى العهد الدولي الخاص بالحقوق المدنية والسياسية والعهد الدولي الخاص بالحقوق الاقتصادية والاجتماعية والثقافية، وإذ يؤكد أنه يجب احترام صكوك حقوق الإنسان هذه في الأرض الفلسطينية المحتلة، بما فيها القدس الشرقية، وكذلك في الجولان السوري المحتل،
وإذ تشير أيضا إلى الفتوى التي أصدرتها محكمة العدل الدولية في 9 يوليو 2004 بشأن الآثار القانونية الناشئة عن تشييد جدار في الأرض الفلسطينية المحتلة، وإذ تشير كذلك إلى قراريها دإط-10/15 المؤرخ 20 يوليو 2004 ودإط -10/17 المؤرخ 15 ديسمبر 2006،
وإذ تعرب عن قلقها إزاء استغلال إسرائيل، السلطة القائمة بالاحتلال، للموارد الطبيعية في الأرض الفلسطينية المحتلة، بما فيها القدس الشرقية، وفي الأراضي العربية الأخرى التي تحتلها إسرائيل منذ عام 1967،
وإذ تعرب عن قلقها البالغ إزاء التدمير الواسع النطاق الذي تقوم به إسرائيل، السلطة القائمة بالاحتلال، للأراضي الزراعية والبساتين في الأرض الفلسطينية المحتلة، بما في ذلك اقتلاع عدد ضخم من الأشجار المثمرة وتدمير المزارع والصوبات الزراعية، والأثر البيئي والاقتصادي الخطير في هذا الصدد،
وإذ تعرب عن قلقها إزاء الدمار الواسع النطاق الذي ألحقته إسرائيل، السلطة القائمة بالاحتلال، بالهياكل الأساسية الحيوية، بما في ذلك أنابيب الإمداد بالمياه وشبكات الصرف الصحي، في الأرض الفلسطينية المحتلة، وبخاصة في قطاع غزة، في الفترة الأخيرة، التي تشمل، في جملة أمور، تلوث البيئة وتؤثر سلبا في إمدادات المياه وغيرها من الموارد الطبيعية للشعب الفلسطيني،
وإذ تحيط علما، في هذا الصدد، بتقرير برنامج الأمم المتحدة للبيئة لعام 2009 بشأن الحالة البيئية الخطيرة في قطاع غزة، وإذ تؤكد ضرورة متابعة التوصيات الواردة فيه،
وإذ تدرك ما للمستوطنات الإسرائيلية من أثر ضار في الموارد الطبيعية الفلسطينية وغيرها من الموارد الطبيعية العربية، وبخاصة بسبب مصادرة الأراضي وتحويل مسار الموارد المائية بالقوة، والآثار الاجتماعية والاقتصادية الوخيمة في هذا الصدد،
وإذ تدرك أيضا ما يترتب على تشييد الجدار غير القانوني الذي تقوم به إسرائيل، السلطة القائمة بالاحتلال، من أثر ضار على الموارد الطبيعية الفلسطينية في الأرض الفلسطينية المحتلة، بما في ذلك القدس الشرقية وما حولها، وتأثيرها الخطير أيضا على الأوضاع الاقتصادية والاجتماعية للشعب الفلسطيني،
وإذ يؤكد من جديد ضرورة استئناف المفاوضات وتسريعها في إطار عملية السلام في الشرق الأوسط، استنادا إلى قرارات مجلس الأمن 242 (1967) و338 (1973) المؤرخ 22 أكتوبر 1973 و 425 (1978) المؤرخ 19 مارس 1978 و 1397 (2002) المؤرخ 12 مارس 2002، ومبدأ الأرض مقابل السلام، ومبادرة السلام العربية، وخريطة الطريق المستندة إلى الأداء التي وضعتها المجموعة الرباعية لإيجاد حل دائم للصراع الإسرائيلي-الفلسطيني على أساس وجود دولتين، على النحو الذي أقره مجلس الأمن في قراره 1515 (2003) المؤرخ 19 نوفمبر 2003 وأيده المجلس في قراره 1850 (2008) المؤرخ 16 ديسمبر 2008، من أجل التوصل إلى تسوية نهائية على جميع المسارات،
وإذ تلاحظ الانسحاب الإسرائيلي من قطاع غزة وأجزاء من شمال الضفة الغربية وأهمية تفكيك المستوطنات فيه في سياق خريطة الطريق، وإذ تدعو في هذا الصدد إلى التقيد بالتزام إسرائيل بموجب خريطة الطريق بتجميد الأنشطة الاستيطانية، بما في ذلك ما يسمى «النمو الطبيعي»، وإزالة جميع البؤر الاستيطانية التي أنشئت منذ مارس 2001،
وإذ تؤكد الحاجة إلى احترام وصون الوحدة الإقليمية للأرض الفلسطينية المحتلة بأكملها وتواصلها وسلامتها، بما فيها القدس الشرقية،
وإذ تشير إلى ضرورة إنهاء جميع أعمال العنف، بما فيها أعمال الترويع والاستفزاز والتحريض والتدمير،
وإذ تحيط علما بمذكرة الأمين العام التي يحيل بها التقرير الذي أعدته اللجنة الاقتصادية والاجتماعية لغربي آسيا عن الانعكاسات الاقتصادية والاجتماعية للاحتلال الإسرائيلي على الأحوال المعيشية للشعب الفلسطيني في الأرض الفلسطينية المحتلة، بما فيها القدس الشرقية، وللسكان العرب في الجولان السوري المحتل،
1. تعيد تأكيد الحقوق غير القابلة للتصرف للشعب الفلسطيني وسكان الجولان السوري المحتل على مواردهم الطبيعية، بما فيها الأراضي والمياه وموارد الطاقة؛
2. تطالب إسرائيل، السلطة القائمة بالاحتلال، بالكف عن استغلال الموارد الطبيعية في الأرض الفلسطينية المحتلة، بما فيها القدس الشرقية، وفي الجولان السوري المحتل أو إتلافها أو التسبب في ضياعها أو استنفادها، وعن تعريضها للخطر؛
3. تسلم بحق الشعب الفلسطيني في المطالبة باسترداد ممتلكاته نتيجة لأي استغلال أو ضرر أو خسارة أو استنفاد، أو تعريض موارده الطبيعية للخطر نتيجة للتدابير غير القانونية التي اتخذتها إسرائيل، السلطة القائمة بالاحتلال، في الأرض الفلسطينية المحتلة، بما فيها القدس الشرقية، ويعرب عن أمله في أن يتم تناول هذه المسألة في إطار مفاوضات الوضع النهائي بين الجانبين الفلسطيني والإسرائيلي؛
4. يشدد على أن الجدار والمستوطنات التي تقيمها إسرائيل في الأرض الفلسطينية المحتلة، بما في ذلك داخل القدس الشرقية وحولها، مناف للقانون الدولي ويحرم الشعب الفلسطيني بشكل خطير من موارده الطبيعية، ويدعو في هذا الصدد إلى الامتثال التام للالتزامات القانونية المؤكدة في الفتوى التي أصدرتها محكمة العدل الدولية في 9 يوليو 2004 وفي قرارات الأمم المتحدة ذات الصلة، بما فيها قرار الجمعية العامة دإط -10/15؛
5. تطلب إلى إسرائيل، السلطة القائمة بالاحتلال، أن تتقيد تقيدا دقيقا بالتزاماتها بموجب القانون الدولي، بما في ذلك القانون الإنساني الدولي، فيما يتعلق بتغيير طابع ووضع الأرض الفلسطينية المحتلة، بما فيها القدس الشرقية؛
6. يطلب أيضا إلى إسرائيل، السلطة القائمة بالاحتلال، أن تكف عن جميع الأعمال التي تضر بالبيئة، بما في ذلك إلقاء جميع أنواع النفايات في الأرض الفلسطينية المحتلة، بما فيها القدس الشرقية، وفي الجولان السوري المحتل، مما يهدد بشكل خطير مواردها الطبيعية، وهي المياه وموارد الأرض، والتي تشكل خطرا بيئيا وصحيا وصحيا على السكان المدنيين؛
7. تطلب كذلك إلى إسرائيل أن تتوقف عن تدمير الهياكل الأساسية الحيوية، بما فيها أنابيب الإمداد بالمياه وشبكات الصرف الصحي، وهو ما يؤثر، داخليا، تأثيرا سلبيا على الموارد الطبيعية للشعب الفلسطيني؛
8. تطلب إلى الأمين العام أن يقدم إلى الجمعية العامة في دورتها السابعة والستين تقريرا عن تنفيذ هذا القرار، بما في ذلك ما يتعلق بالأثر التراكمي لاستغلال إسرائيل للموارد الطبيعية في الأرض الفلسطينية المحتلة، بما فيها القدس الشرقية، وفي الجولان السوري المحتل وتلفها واستنفادها، وتقرر أن تدرج في جدول الأعمال المؤقت لدورتها السابعة والستين البند المعنون "السيادة الدائمة للشعب الفلسطيني" في الأرض الفلسطينية المحتلة، بما فيها القدس الشرقية، وللسكان العرب في الجولان السوري المحتل على مواردهم الطبيعية".

## عدد الأصوات
تم تبنى القرار باغلبية 167 صوتا مقابل سبعة اصوات وامتناع ستة عن التصويت. والدول السبع التي صوتت ضد القرار هي كندا، وإسرائيل، والولايات المتحدة، وجزر مارشال، وولايات ميكرونيزيا المتحدة، وناورو، وبالاو.

## وصلات خارجية
- نص القرار في un.org